# Saison 1990-1991 du Montpellier Hérault Sport Club
Maillots
Chronologie
Saison précédente Saison suivante
La saison 1990-1991 du Montpellier HSC a vu le club évoluer en Division 1 pour la quatrième saison consécutive. 
Après des débuts en dents de scie, les pailladins se ressaisissent et occupent les places européennes pendant plus de la moitié de la saison avant de baisser de rythme pour finir finalement à la 7e place du championnat. 
C'est lors de cette saison qu'a lieu la folle épopée du Montpellier HSC en Coupe des coupes, en éliminant respectivement deux ancien champion d'Europe, le PSV Eindhoven et le Steaua Bucarest avant de chuter face au grand Manchester United.
En Coupe de France alors qu'ils sont tenants du titre, les montpelliérains ne brillent pas en se faisant éliminer dès les 16es de finale par un club de seconde division. Le club aura vibré toute la saison sur la scène européenne sans pour autant pourvoir confirmer dans les compétitions nationales.

## Déroulement de la saison

### Inter-saison
Lors de cette inter-saison, Michel Mézy décide de quitter le club et c'est le polonais Henryk Kasperczak qui prend sa place sur le banc après avoir quitté le Racing Paris 1 qui vient de redevenir amateur pour des raisons financières. 
Il emmène avec lui deux joueurs prometteurs, Jean-Manuel Thétis et Stéphane Blondeau, mais également un international polonais du nom de Jacek Ziober, venant du LKS Lodz. Les autres recrues de cette inter-saison sont Patrick Colleter, meilleur arrière gauche de la saison précédente avec le Brest Armorique FC, Claude Barrabé, international espoir, préféré à Bernard Lama pour sa jeunesse, Patrice Garande qui est en fin de carrière et le jeune Régis Brouard en provenance du Stade Ruthénois. 
Le club n'enregistre que peu de départs lors de l'été, Julio César en fin de contrat s'exile en Italie alors que Albert Rust prend sa retraite et qu'Éric Cantona retourne à l'Olympique de Marseille.

### Championnat
Lors de cette saison, l'équipe produit un jeu est chatoyant et enflamme le Stade de la Mosson lui permettant de se retrouver en position européenne à seulement onze matches de la fin du championnat avec un Laurent Blanc meilleur buteur aux côtés d'un certain Jean-Pierre Papin. 
L'ambiance est au beau fixe malgré les blessures de Kader Ferhaoui ou de Jean-Manuel Thétis, et l'équipe persiste sur sa dynamique de victoires. Mais l'élimination en coupe d'Europe va provoquer une cassure dans le groupe et le club va terminer la saison en roue libre avec aucune victoire et deux buts marqués lors des huit derniers matches pour finir à trois petits points de l'Europe en 7e position.

### Coupe d'Europe des vainqueurs de coupe
La saison 1990-1991 est particulièrement marquée par le périple en coupe des coupes qui reste à ce jour la meilleure performance des pailladins sur la scène européenne.
Dès le premier tour pourtant, le tirage au sort ne gâte pas les hommes d'Henryk Kasperczak, puisque l'adversaire se trouve être le PSV Eindhoven déjà champion d'Europe deux années auparavant. Adversaire d'autant plus redoutable qu'il compte dans ses rangs des joueurs reconnus internationalement comme Romário, Gheorghe Popescu, Hans van Breukelen, Eric Gerets ou encore John Bosman. Ce premier tour sera également marqué par une réplique culte du président Louis Nicollin, « Ils nous prennent pour des jambons », à la suite d'un fax de « bonne conduite à adopter » pour les hôtes vis-à-vis des visiteurs envoyé par les néerlandais. Après une petite victoire au match aller sur un but de Jacek Ziober (1-0), les héraultais vont connaitre un match retour épique à Eindhoven, 89 minutes sur 90 se passant dans le camp montpelliérain à subir les assauts répétés des Romário et consorts pour obtenir un 0-0 qui reste gravé dans la mémoire des supporteurs.

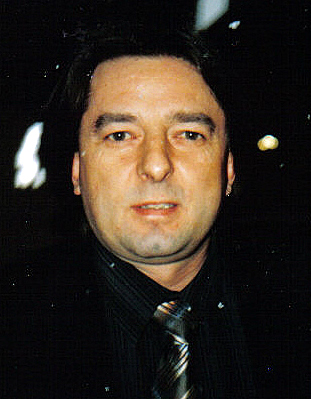
Jacek Ziober, grand artisan du parcours du MHSC.

Le tour suivant offre à nouveau aux montpelliérains un ancien champion d'Europe avec le Steaua Bucarest. Cependant les récents évènements en Roumanie avec la chute de la dictature de Nicolae Ceaușescu aura un fort impact sur l'implication des joueurs roumains. Les pailladins ont ainsi pu s'en rendre compte lors du match aller, lorsqu'un attaquant roumain s'est arrêté croyant que le sifflet d'un spectateur était celui de l'arbitre. Mais comme si cela ne suffisait pas, le match à la Mosson se joue sous un véritable déluge et c'est sous la pluie que malgré la grave blessure de Kader Ferhaoui les héraultais vont faire une démonstration à leur adversaire, Jacek Ziober par deux fois, puis Daniel Xuereb, Laurent Blanc et Laurent Castro vont trouver le chemin des filets. Le match retour ne sera alors qu'une formalité avec une victoire trois buts à zéro à Bucarest. 
Le Montpellier HSC atteint ainsi les quarts de finale de la compétition et c'est un troisième champion d'Europe qui se dresse face à eux avec le grand Manchester United qui vient de réintégrer les Coupes d'Europe dont ils avaient été privés à la suite du drame du Heysel. C'est également la saison des débuts d'un certain Alex Ferguson à la tête de cette équipe, qui malgré son inexpérience européenne n'en possède pas moins du métier, sachant provoquer l'adversaire et le faire sortir de ses gonds. 
Il s'en faut de peu pour que le Montpellier HSC l'emporte à Old Trafford, mais le match nul de un but partout semblent de bon augure avant le match retour malgré l'expulsion de Pascal Baills, poussé à bout par le Gallois Mark Hughes, le nouveau carton jaune de Vincent Guérin le suspendant pour un match, et la blessure de Michel Der Zakarian. C'est donc sans ces trois joueurs majeurs que les pailladins s'apprêtent à accueillir les Red Devils, sans compter Kader Ferhaoui, toujours absent. L'équipe garde néanmoins le score vierge jusqu'à la fin de la première mi-temps lorsque d'un coup franc de trente-cinq mètres, Clayton Blackmore tire directement au but et marque sur un cafouillage de Claude Barrabé, la balle lui glissant entre les mains pour passer entre ses jambes et rentrer lentement dans le but vide. L'équipe ne se remettra jamais de ce but et encaissera un pénalty sur une faute de Patrick Colleter offrant ainsi un doublé à Blackmore avant que Jean-Manuel Thétis ne se fasse expulser pour crachat sur Mark Hughes.

### Coupes nationales
Le parcours en coupe de France est à l'image de la fin de saison du club puisque les pailladins, pourtant tenant du titre, sont éliminés dès les seizièmes de finale au Stade de la Mosson par la modeste équipe de Division 2 des Chamois niortais (0-1).

## Joueurs et staff

### Transferts
| Été 1990             |             |                                |                        |            |
| Nom                  | Nationalité | Transfert                      | Provenance/Destination | Division   |
| Arrivées             |             |                                |                        |            |
| Claude Barrabé       | France      | Transfert                      | Brest Armorique FC     | Division 1 |
| Philippe Flucklinger | France      | Transfert                      | SC Abbeville           | Division 3 |
| Jean-Manuel Thétis   | France      | Transfert                      | Racing Paris 1         | Division 3 |
| Patrick Colleter     | France      | Transfert                      | Brest Armorique FC     | Division 1 |
| Stéphane Blondeau    | France      | Transfert                      | Racing Paris 1         | Division 3 |
| Régis Brouard        | France      | Transfert                      | Stade Ruthénois        | Division 2 |
| Jacek Ziober         | Pologne     | Transfert                      | ŁKS Łódź               | I liga     |
| Laurent Djaffo       | Bénin       | Premier contrat pro            |                        |            |
| Patrice Garande      | France      | Transfert                      | RC Lens                | Division 2 |
| Retours de prêt      |             |                                |                        |            |
| Jean-François Scala  | France      | Expiration de la durée de prêt | Stade Ruthénois        | Division 3 |
| Départs              |             |                                |                        |            |
| Alain Bonnafous      | France      | Transfert                      | Olympique d'Alès       | Division 2 |
| Albert Rust          | France      | Fin de contrat (Retraite)      |                        |            |
| Jean-François Scala  | France      | Transfert                      | FC Lorient             | Division 3 |
| Júlio César          | Brésil      | Transfert                      | Juventus FC            | Serie A    |
| William Ayache       | France      | Transfert                      | OGC Nice               | Division 1 |
| Christian Navarro    | France      | Fin de contrat                 |                        |            |
| Christophe Bentoumi  | France      | Transfert                      | Le Mans UC             | Division 2 |
| Retours de prêt      |             |                                |                        |            |
| Éric Cantona         | France      | Expiration de la durée de prêt | Olympique de Marseille | Division 1 |
| Prêts                |             |                                |                        |            |
| Jérôme Palatsi       | France      | Prêt                           | Olympique d'Alès       | Division 2 |
| Radouane Abbes       | Algérie     | Prêt                           | Le Mans UC             | Division 2 |

| Changement d'entraineur (1 juillet 1990) |             |                |                        |            |
| Nom                                      | Nationalité | Transfert      | Provenance/Destination | Division   |
| Arrivées                                 |             |                |                        |            |
| Henryk Kasperczak                        | France      | Transfert      | Racing Paris 1         | Division 3 |
| Départs                                  |             |                |                        |            |
| Michel Mézy                              | France      | Fin de contrat |                        |            |

| Hiver 1990-1991 |             |           |                        |            |
| Nom             | Nationalité | Transfert | Provenance/Destination | Division   |
| Arrivées        |             |           |                        |            |
| Clément Garcia  | France      | Transfert | FC Grenoble 1892       | Division 3 |

## Rencontres de la saison

### Division 1
| Tour       | Adversaire             | Lieu | Résultat | Buteurs du MHSC                                                 |
| Journée 1  | AS Cannes              | Ext. | 1-2      | Laurent Blanc                                                   |
| Journée 2  | FC Sochaux-Montbéliard | Dom. | 2-0      | Daniel Xuereb · Laurent Blanc                                   |
| Journée 3  | AS Monaco              | Ext. | 1-3      | Daniel Xuereb                                                   |
| Journée 4  | Paris Saint-Germain    | Dom. | 4-0      | (c.s.c.) Jean-Pierre Bosser · Pascal Baills · Laurent Blanc     |
| Journée 5  | AS Saint-Etienne       | Ext. | 0-1      | -                                                               |
| Journée 6  | AS Nancy-Lorraine      | Dom. | 5-0      | Daniel Xuereb · Jacek Ziober · Jean-Claude Lemoult              |
| Journée 7  | Brest Armorique FC     | Ext. | 1-1      | Laurent Blanc                                                   |
| Journée 8  | Sporting Toulon        | Dom. | 0-0      | -                                                               |
| Journée 9  | Stade rennais          | Ext. | 2-1      | Carlos Alberto Valderrama · Laurent Blanc                       |
| Journée 10 | AJ Auxerre             | Ext. | 2-3      | Vincent Guérin · Daniel Xuereb                                  |
| Journée 11 | OGC Nice               | Dom. | 3-0      | Daniel Xuereb · Jacek Ziober · Pascal Baills                    |
| Journée 12 | Olympique lyonnais     | Ext. | 3-3      | Kader Ferhaoui · Laurent Blanc                                  |
| Journée 13 | FC Metz                | Dom. | 5-2      | Pascal Baills · Daniel Xuereb · Laurent Blanc · Wilbert Suvrijn |
| Journée 14 | Lille OSC              | Ext. | 0-1      | -                                                               |
| Journée 15 | SM Caen                | Dom. | 0-0      | -                                                               |
| Journée 16 | FC Nantes              | Ext. | 1-1      | Pascal Baills                                                   |
| Journée 17 | Girondins de Bordeaux  | Dom. | 2-1      | Laurent Blanc · Patrice Garande                                 |
| Journée 18 | Olympique de Marseille | Ext. | 0-2      | -                                                               |
| Journée 19 | Toulouse FC            | Dom. | 2-0      | Carlos Alberto Valderrama · Daniel Xuereb                       |
| Journée 20 | FC Sochaux-Montbéliard | Ext. | 0-0      | -                                                               |
| Journée 21 | AS Monaco              | Dom. | 2-1      | Vincent Guérin · Daniel Xuereb                                  |
| Journée 22 | Paris Saint-Germain    | Ext. | 0-2      | -                                                               |
| Journée 23 | AS Saint-Etienne       | Dom. | 0-0      | -                                                               |
| Journée 24 | AS Nancy-Lorraine      | Ext. | 1-1      | Laurent Blanc                                                   |
| Journée 25 | Brest Armorique FC     | Dom. | 1-0      | Laurent Blanc                                                   |
| Journée 26 | Sporting Toulon        | Ext. | 1-1      | Laurent Blanc                                                   |
| Journée 27 | Stade rennais          | Dom. | 1-0      | Daniel Xuereb                                                   |
| Journée 28 | AJ Auxerre             | Dom. | 1-2      | Daniel Xuereb                                                   |
| Journée 29 | OGC Nice               | Ext. | 0-2      | -                                                               |
| Journée 30 | Olympique lyonnais     | Dom. | 1-0      | (c.s.c.) Rémi Garde                                             |
| Journée 31 | FC Metz                | Ext. | 0-0      | -                                                               |
| Journée 32 | Lille OSC              | Dom. | 1-2      | Jacek Ziober                                                    |
| Journée 33 | SM Caen                | Ext. | 0-1      | -                                                               |
| Journée 34 | FC Nantes              | Dom. | 1-1      | Daniel Xuereb                                                   |
| Journée 35 | Girondins de Bordeaux  | Ext. | 0-1      | -                                                               |
| Journée 36 | Olympique de Marseille | Dom. | 0-0      | -                                                               |
| Journée 37 | Toulouse FC            | Ext. | 0-0      | -                                                               |
| Journée 38 | AS Cannes              | Dom. | 0-0      | -                                                               |

### Coupe d'Europe des vainqueurs de coupe
| Tour           | Adversaire        | Lieu | Résultat | Buteurs du MHSC                                               |
| 1er tour       | PSV Eindhoven     | Dom. | 1-0      | Jacek Ziober                                                  |
| 1er tour       | PSV Eindhoven     | Ext. | 0-0      | -                                                             |
| 1/8e de finale | Steaua Bucarest   | Dom. | 5-0      | Jacek Ziober · Daniel Xuereb · Laurent Blanc · Laurent Castro |
| 1/8e de finale | Steaua Bucarest   | Ext. | 3-0      | Patrick Colleter · Patrice Garande · Vincent Guérin           |
| 1/4 de finale  | Manchester United | Ext. | 1-1      | (c.s.c.) Lee Martin                                           |
| 1/4 de finale  | Manchester United | Dom. | 0-2      | -                                                             |

### Coupe de France
| Tour            | Adversaire                    | Lieu | Résultat | Buteurs du MHSC                 |
| 1/32e de finale | US Montagnarde (Division 3)   | Ext. | 2-0      | Daniel Xuereb · Patrice Garande |
| 1/16e de finale | Chamois niortais (Division 2) | Dom. | 0-1      | -                               |

## Statistiques

### Statistiques collectives
| Compétition      | Débute au tour      | Place ou tour final | Matches joués | Gagnés | Nuls | Perdus | Buts pour | Buts contre | Différence |
| Division 1       | -                   | 7e                  | 38            | 12     | 14   | 12     | 44        | 35          | +9         |
| Coupe des coupes | Seizièmes de finale | 1/4 de finale       | 6             | 3      | 2    | 1      | 10        | 3           | +7         |
| Coupe de France  | 1/32e de finale     | 1/8e de finale      | 2             | 1      | 0    | 1      | 2         | 1           | +1         |
| Total            | -                   | -                   | 46            | 16     | 16   | 14     | 56        | 39          | +17        |

### Statistiques individuelles
| Nat. | Nom          | Division 1 | Division 1  | Division 1 | Division 1   | Coupe de France | Coupe de France | Coupe de France | Coupe de France | Coupe des coupes | Coupe des coupes | Coupe des coupes | Coupe des coupes | Total | Total       | Total  | Total        |
| Nat. | Nom          | M.j.       | But inscrit | Averti     | Carton rouge | M.j.            | But inscrit     | Averti          | Carton rouge    | M.j.             | But inscrit      | Averti           | Carton rouge     | M.j.  | But inscrit | Averti | Carton rouge |
|      | Barrabé      | 37         | 0           | 0          | 0            | 2               | 0               | 0               | 0               | 6                | 0                | 0                | 0                | 45    | 0           | 0      | 0            |
|      | Flucklinger  | 1          | 0           | 0          | 0            | 0               | 0               | 0               | 0               | 0                | 0                | 0                | 0                | 1     | 0           | 0      | 0            |
|      | Alicarte     | 0          | 0           | 0          | 0            | 0               | 0               | 0               | 0               | 0                | 0                | 0                | 0                | 0     | 0           | 0      | 0            |
|      | Lucchesi     | 31         | 0           | 0          | 0            | 2               | 0               | 0               | 0               | 6                | 0                | 0                | 0                | 39    | 0           | 0      | 0            |
|      | Nono         | 1          | 0           | 0          | 0            | 1               | 0               | 0               | 0               | 0                | 0                | 0                | 0                | 2     | 0           | 0      | 0            |
|      | Thétis       | 21         | 0           | 0          | 1            | 2               | 0               | 0               | 0               | 3                | 0                | 0                | 1                | 26    | 0           | 0      | 2            |
|      | Blanc        | 38         | 14          | 0          | 0            | 2               | 0               | 0               | 0               | 6                | 1                | 0                | 0                | 46    | 15          | 0      | 0            |
|      | Der Zakarian | 20         | 0           | 1          | 0            | 0               | 0               | 0               | 0               | 3                | 0                | 0                | 0                | 23    | 0           | 1      | 0            |
|      | Baills       | 36         | 4           | 2          | 0            | 1               | 0               | 0               | 0               | 5                | 0                | 0                | 1                | 42    | 4           | 2      | 1            |
|      | Colleter     | 31         | 0           | 0          | 0            | 2               | 0               | 0               | 0               | 4                | 1                | 0                | 0                | 37    | 1           | 0      | 0            |
|      | Blondeau     | 2          | 0           | 0          | 0            | 0               | 0               | 0               | 0               | 2                | 0                | 0                | 0                | 4     | 0           | 0      | 0            |
|      | Valderrama   | 35         | 2           | 1          | 0            | 2               | 0               | 0               | 0               | 4                | 0                | 0                | 0                | 41    | 2           | 1      | 0            |
|      | Rizzetto     | 0          | 0           | 0          | 0            | 0               | 0               | 0               | 0               | 1                | 0                | 0                | 0                | 1     | 0           | 0      | 0            |
|      | Lemoult      | 38         | 1           | 0          | 0            | 1               | 0               | 0               | 0               | 3                | 0                | 0                | 0                | 42    | 1           | 0      | 0            |
|      | Ferhaoui     | 16         | 1           | 0          | 0            | 1               | 0               | 0               | 0               | 3                | 0                | 0                | 0                | 20    | 1           | 0      | 0            |
|      | Brouard      | 3          | 0           | 0          | 0            | 1               | 0               | 0               | 0               | 2                | 0                | 0                | 0                | 6     | 0           | 0      | 0            |
|      | Guérin       | 34         | 2           | 1          | 0            | 2               | 0               | 0               | 0               | 4                | 1                | 0                | 1                | 40    | 3           | 1      | 1            |
|      | Suvrijn      | 34         | 1           | 1          | 1            | 0               | 0               | 0               | 0               | 6                | 0                | 0                | 0                | 40    | 1           | 1      | 1            |
|      | Rioust       | 0          | 0           | 0          | 0            | 0               | 0               | 0               | 0               | 0                | 0                | 0                | 0                | 0     | 0           | 0      | 0            |
|      | Garcia       | 13         | 0           | 0          | 0            | 0               | 0               | 0               | 0               | 2                | 0                | 0                | 0                | 15    | 0           | 0      | 0            |
|      | Xuereb       | 31         | 12          | 0          | 0            | 1               | 1               | 0               | 0               | 5                | 1                | 0                | 0                | 37    | 14          | 0      | 0            |
|      | Ziober       | 26         | 4           | 0          | 0            | 2               | 0               | 0               | 0               | 5                | 3                | 0                | 0                | 33    | 7           | 0      | 0            |
|      | Castro       | 4          | 0           | 0          | 0            | 0               | 0               | 0               | 0               | 1                | 1                | 0                | 0                | 5     | 1           | 0      | 0            |
|      | Djaffo       | 0          | 0           | 0          | 0            | 0               | 0               | 0               | 0               | 1                | 0                | 0                | 0                | 1     | 0           | 0      | 0            |
|      | Garande      | 20         | 1           | 0          | 0            | 2               | 1               | 0               | 0               | 2                | 1                | 0                | 0                | 24    | 3           | 0      | 0            |

### Autres statistiques
| Meilleurs buteurs \| Joueur \| Total \| \| Laurent Blanc \| 15 \| \| Daniel Xuereb \| 14 \| \| Jacek Ziober \| 7 \| \| Pascal Baills \| 4 \| \| Patrice Garande \| 3 \| \| Vincent Guérin \| 3 \| \| Carlos Alberto Valderrama \| 2 \| \| Jean-Claude Lemoult \| 1 \| \| Kader Ferhaoui \| 1 \| \| Laurent Castro \| 1 \| \| Patrick Colleter \| 1 \| \| Wilbert Suvrijn \| 1 \| | Equipe type de la saison Barrabé Baills Lucchesi Blanc Colleter Suvrijn Valderrama Guérin Ziober Lemoult Xuereb D'après les temps de jeu à leur poste. |  |
| Joueur | Total |  |
| Laurent Blanc | 15 |  |
| Daniel Xuereb | 14 |  |
| Jacek Ziober | 7 |  |
| Pascal Baills | 4 |  |
| Patrice Garande | 3 |  |
| Vincent Guérin | 3 |  |
| Carlos Alberto Valderrama | 2 |  |
| Jean-Claude Lemoult | 1 |  |
| Kader Ferhaoui | 1 |  |
| Laurent Castro | 1 |  |
| Patrick Colleter | 1 |  |
| Wilbert Suvrijn | 1 |  |

Buts
- Premier but de la saison :   Laurent Blanc contre l'AS Cannes lors de la 1re journée de championnat
- Premier doublé :    Laurent Blanc contre le Paris Saint-Germain lors de la 4e journée de championnat
- Plus grande marge : 5 buts (marge positive) 5-0 contre l'AS Nancy-Lorraine lors de la 6e journée de championnat et contre le Steaua Bucarest lors des 1/8e de finale de la coupe des coupes
- Plus grand nombre de buts dans une rencontre : 7 buts 5-2 contre le FC Metz lors de la 13e journée de championnat